# پگاسوس

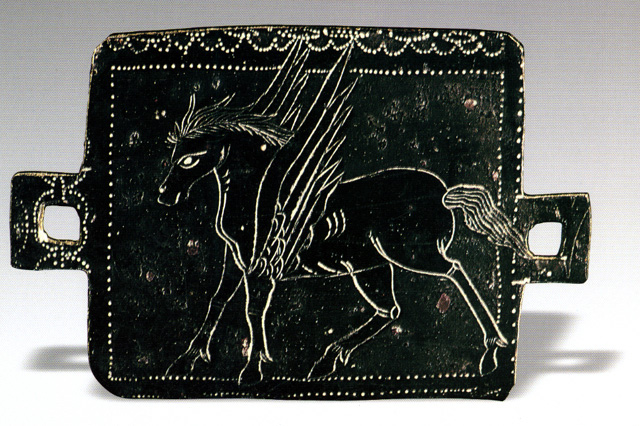
کتیبه برنزی دوره اشکانیان با نقش پگاز. یافت شده در مسجد سلیمان.

پگاسوس (به یونانی: Πήγασος) (به انگلیسی: Pegasus) (به پارسی میانه: پگاز) در اسطوره‌های یونان، اسب بالدار جاودانی؛ یار باوفای بلروفون است.
وقتی پرسئوس سر مدوسا را برید، مدوسا از پوزئیدون حامله بود، از گردن بریده او پگاسوس به دنیا آمد.

## تولد
پگاسوس اسب افسانه‌ای بالدار، حاصل هم‌بستر شدن پوزئیدون خدای دریاها و مدوسا بود و هنگامی به دنیا آمد که پرسئوس سر مدوسا را از بدنش جدا کرد.
اما چند روایت مختلف در مورد تولد اسب نر بالدار و برادرش کرایسور در مکان دوردست در لبه زمین، «چشمه‌های اقیانوس» -جایی که پرسئوس مدوسا را پیدا کرد- وجود دارد:
یکی این است که آنها از خونی که از گردن مدوسا بیرون می‌آمد، هنگامی که پرسئوس در حال سر بریدن او بود، شبیه به روشی که آتنا از سر زئوس پس از بلعیدن مادر باردارش به دنیا آمد، متولد شده‌اند.
در روایتی دیگر، هنگامی که پرسئوس مدوسا را سر برید، برادران از زمین متولد شدند، زمانی که خون گورگون بر سر او ریخت. گونه‌ای از این داستان نشان می‌دهد که آن‌ها از آمیختگی خون مدوسا، درد و کف دریا شکل گرفته‌اند، که به این معنی است که پوزیدون در ساختن آنها نقش داشته است.
آخرین نسخه شباهت دارد به روایت هزیود در مورد تولد آفرودیت از کف ایجاد شده در هنگام پرتاب کردن اندام تناسلی اورانوس به دریا توسط کرونوس.

## اهلی شدن پگاسوس توسط بلروفون

تابلوی پگاسوس اثر Johann Bayer

پگاسوس توسط بلروفون اهلی شد. پگاسوس در طی ماجراهای این قهرمان، مرکب او بود و به او در از بین بردن کایمرا کمک کرد. اما زمانی که بلروفون می‌خواست به کمک او به المپ برسد، توسط زئوس از اسب سرنگون شد و پگاسوس به تنهایی به المپ رسید و در آنجا ماندگار شد.
در نوشته‌های هزیود آمده است که پگاسوس برای زئوس صاعقه حمل می‌کرد.
هنگامی که بلروفون تنها پسربچه‌ای در کورینتوس بود، آرزو داشت تا سوار بر پگاسوس اسب جادویی شود.
مانند هرکس دیگر، بلروفون قادر به نزدیک شدن به این اسب افسانه‌ای نبود. پس این چنین شد که او نصیحت‌های پولیدوس غیبگو که داناترین فرد در لیکیه بود را درپیش گرفت. پولیدوس که تحت تأثیر شجاعت این جوان قرار گرفته بود دربارهٔ پگاسوس افسانه‌ای برای او سخن گفت. پولیدوس به او توصیه کرد شبی را در معبد آتنا بگذراند و به او هدایایی ارائه نماید. در عوض، هنگامی که بلروفون در خواب به‌سر می‌برد، آن ایزدبانو به رؤیای او آمده و افساری از جنس طلا به او اهدا کرده و چاهی را که پگاسوس در آن آب می‌نوشید برای پیداکردن او مشخص کرد. صبح آن روز بلروفون از خواب بیدار شده و افسار را در کنار خود پیدا کرد. بلروفون به سوی جنگل و چاهی که آتنا از آن صحبت کرده بود حرکت کرد. او در بوته‌های کنار چاه مخفی شد تا اینکه بالاخره پگاسوس از راه رسید. او منتظر ماند تا پگاسوس برای نوشیدن آب در لبه چاه خم شود و از این فرصت استفاده کرده و افسار را بدور سر پگاسوس انداخت. پگاسوس به آسمان پر کشید و سعی کرد بلروفون را از روی خود به زمین بیندازد، اما بلروفون اسب سوار ماهری بود و پگاسوس را به مبارزه طلبید. در این هنگام بود که پگاسوس قبول کرد که حالا دارای ارباب تازه‌ای شده است.

## چشمه‌ها
طبق اسطوره‌های اولیه، هر جا اسب بالدار سم خود را به زمین می‌زد، چشمه آبی الهام بخش بیرون می‌آمد. یکی از این چشمه‌ها بر کوه هلیکن، هیپوکرن «چشمه اسب» بود. این چشمه به دستور پوزیدون برای جلوگیری از متورم شدن کوه باز شد.
چشمه دیگر مرتبط با پگاسوس در تروزن بود. هزیود نقل می‌کند که چگونه پگاسوس با آرامش از چشمه آب می‌نوشید که قهرمان بلروفون او را اسیر کرد.